# Trachytidae
Famille
Les Trachytidae sont une famille d'acariens de l'ordre des Mesostigmata. Elle contient cinq genres et une centaine d'espèces.

## Liste des genres
Selon The Taxonomicon (4 juillet 2025) :
- Trachytes Michael, 1894 - genre type
- Polyaspinus Berlese, 1916
- Uroseius Berlese, 1888
- Acroseius Błoszyk, Halliday & Dylewska, 2005
- Afrotrachytes Kontschán, 2006

Selon GBIF (4 juillet 2025) :
- Acroseius Bloszyk, Halliday & Dylewska, 2005
- Afrotrachytes Kontschán, 2006
- Caminurella Krantz & Halliday, 2021
- Celaeno Koch, 1835

Selon l'IRMNG (4 juillet 2025) :
- Acroseius Bloszyk, Halliday & Dylewska, 2005
- Afrotrachytes Kontschán, 2006
- Caminurella Krantz & Halliday, 2021
- Polyaspinus Berlese, 1917
- Uroseius Berlese, 1888

- Apinoseius Zoological Record, synonyme de Uroseius Berlese, 1888
- Apionoseius Berlese, 1905, synonyme de Uroseius Berlese, 1888
- Caeleno Berlese, 1882 (mauvaise orthographe)
- Caminella Krantz & Ainscough, 1960, synonyme de Caminurella Krantz & Halliday, 2021
- Coeleno Berlese, 1885 (mauvaise orthographe)
- Pholeogynium Johnston, 1961, synonyme de Uroseius Berlese, 1888
- Trachinotus Berlese, 1881, synonyme de Trachytes Michael, 1894
- Trachynothus Berlese, 1885, synonyme de Trachytes Michael, 1894
- Trachynotus Kramer, 1876, synonyme de Trachytes Michael, 1894
- Urosepis Trägårdh, 1904, synonyme de Uroseius Berlese, 1888
- Celaeno Koch in Panzer, 1835 (statut incertain)

## Systématique
Le nom valide de ce taxon est Trachytidae. Caminellinae Krantz & Ainscough, 1960 en est synonyme.